# 美韩共同防御条约

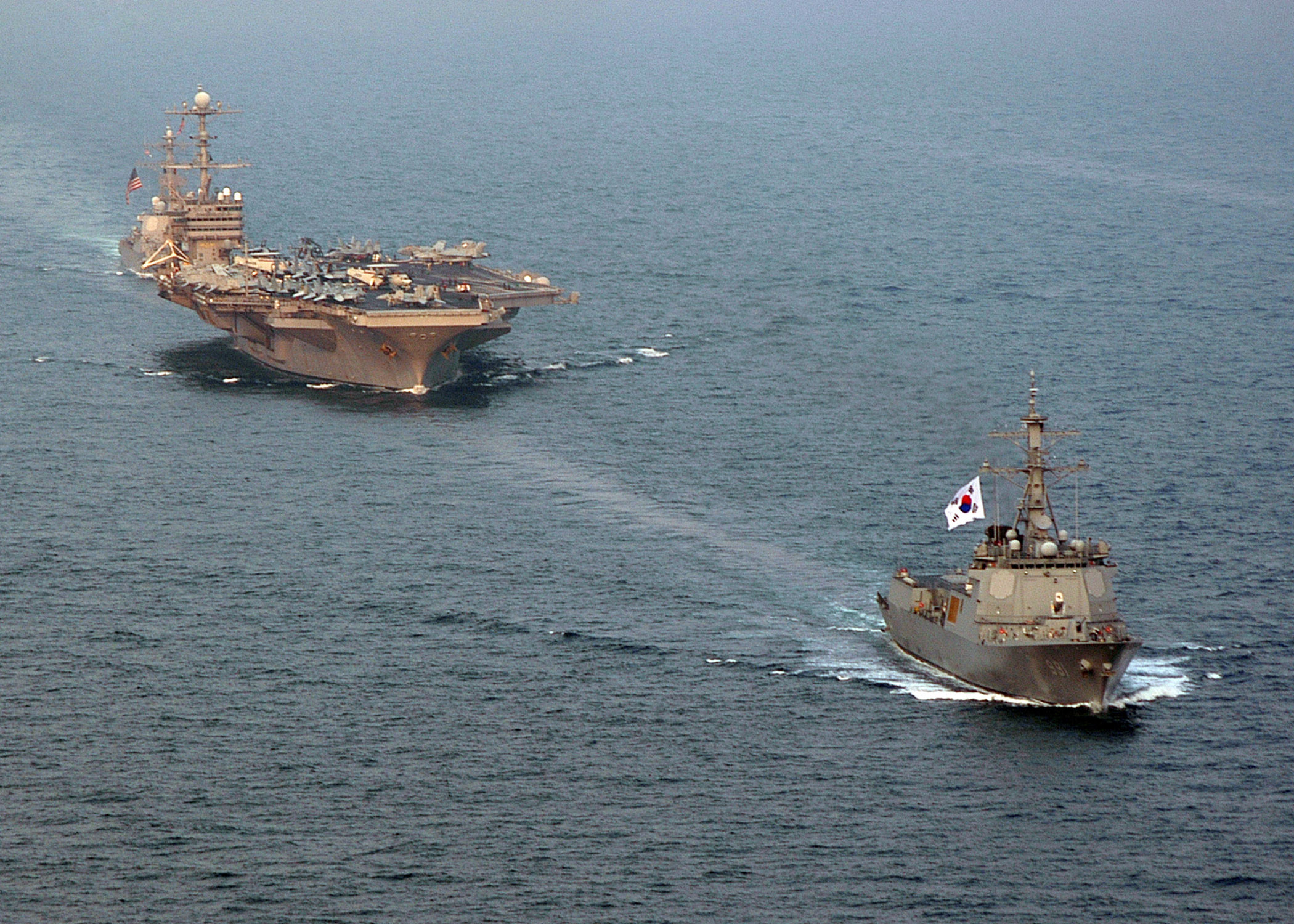
韓國世宗大王級驅逐艦和美國華盛頓號航母

《美韩共同防御条约》（：／?）是1953年10月1日美国同韩国缔结的军事同盟条约。根据此条约，韩美任何一方在亚太地区受到攻击，另一方都给予军事援助。

## 詳細內容
該條約無限期有效，但若一國向對方提出終止通告，則該條約會在該通告發出時刻的整1年後失效。依照此条约韩国已经在美国近50年参加的大多数主要战争中多次出兵帮助美国。越南战争期间，韩国派遣了325,517名的參戰兵力協助美軍。
2004年，韩国派出3,300人的宰桐部队来帮助重建伊拉克，是伊拉克战争多国部队中续美国和英国之后的第三大力量。2001年以来，韩国在中东地区部署了24,000名士兵用于支持反恐战争。2007年又增加了1,800名士兵增援联合国在黎巴嫩的维和队伍。